# Fortitudo Agrigento 2009-2010
La stagione 2009-2010 dello Fortitudo Agrigento è stata la prima disputata in Serie A Dilettanti.

## Stagione
Sponsorizzata dalla Moncada Solar Equipment, la società agrigentina si è classificata al dodicesimo posto della Serie A Dil. e si è salvata dopo i play-out.

## Rosa
| Giocatori |
| --------- |

| N° | Naz.              | Ruolo | Sportivo               | Anno | Alt. |  |
| -- | ----------------- | ----- | ---------------------- | ---- | ---- |  |
|    | Italia (bandiera) | P     | Andrea Portannese      | 1993 | 182  |  |
|    | Italia (bandiera) | P     | Gabriele Moncada       | 1991 | 175  |  |
| 4  | Italia (bandiera) | P     | Davide Virgilio        | 1972 | 180  |  |
| 5  | Italia (bandiera) | PG    | Giuseppe Anello        | 1988 | 188  |  |
| 6  | Italia (bandiera) | PG    | Emiliano Paparella     | 1983 | 180  |  |
| 7  | Italia (bandiera) | A     | Salvatore Raneri       | 1991 | 198  |  |
| 8  | Italia (bandiera) | AG    | Giancarlo Di Simone    | 1987 | 198  |  |
| 9  | Italia (bandiera) | AP    | Marco Cardillo         | 1985 | 196  |  |
| 10 | Italia (bandiera) | G     | Marco Caprari          | 1976 | 193  |  |
| 11 | Italia (bandiera) | C     | David Pennisi          | 1978 | 208  |  |
| 13 | Italia (bandiera) | AC    | Paolo Rotondo          | 1989 | 205  |  |
| 14 | Italia (bandiera) | AP    | Michele Giovanatto     | 1981 | 203  |  |
| 17 | Italia (bandiera) | PG    | Christian Mayer        | 1972 | 196  |  |
| 20 | Italia (bandiera) | AG    | Bernardino De Gregorio | 1990 | 190  |  |

| Staff tecnico                                       |
| --------------------------------------------------- |
| Allenatore: Riccardo Paolini                        |
| Vice allenatore: Vincenzo Provenzano                |
| Medico sociale: Alfonso Mussuto ed Eugenio Scimecca |
| Massaggiatore: Raffello Patti                       |
| Fisioterapista: Maurizio Boschetti                  |
| Preparatore atletico: Salvatore Alletto             |

Dettagli giocatori su LegaPallacanestro.it

## Dirigenza
- Presidente e general manager: Salvatore Moncada
- Vicepresidente: Umberto Nero
- Dirigente responsabile: Marzio Nero
- Team manager: Amerigo Della Valle
- Dirigente accompagnatore: Giuseppe Sardella
- Segretario: Maria Concetta Lauria
- Addetto stampa: Pietro Di Giovanni
- Addetto statistiche: Raimondo Moncada e Piero Di Giovanni
- Addetto video: Schembri

## Statistiche

### Stagione regolare
| Nome                   | Pun | G  | Min | Falli | Falli | Tiri da 2 | Tiri da 2 | Tiri da 2 | Tiri da 3 | Tiri da 3 | Tiri da 3 | Tiri Liberi | Tiri Liberi | Tiri Liberi | Rimbalzi | Rimbalzi | Rimbalzi | Stop | Stop | Palle | Palle | Ass |
| Nome                   | Pun | G  | Min | C     | S     | R         | T         | %         | R         | T         | %         | R           | T           | %           | O        | D        | T        | D    | S    | P     | R     | Ass |
| ---------------------- | --- | -- | --- | ----- | ----- | --------- | --------- | --------- | --------- | --------- | --------- | ----------- | ----------- | ----------- | -------- | -------- | -------- | ---- | ---- | ----- | ----- | --- |
| Marco Cardillo         | 369 | 27 | 869 | 75    | 147   | 74        | 128       | 58        | 33        | 94        | 35        | 122         | 159         | 77          | 37       | 122      | 159      | 0    | 10   | 68    | 52    | 17  |
| Marco Caprari          | 320 | 26 | 830 | 68    | 63    | 45        | 85        | 53        | 65        | 168       | 39        | 35          | 47          | 74          | 9        | 68       | 77       | 2    | 6    | 62    | 35    | 28  |
| Emiliano Paparella     | 289 | 24 | 677 | 65    | 63    | 38        | 79        | 48        | 51        | 129       | 40        | 60          | 78          | 77          | 7        | 50       | 57       | 0    | 6    | 52    | 36    | 26  |
| Michele Giovanatto     | 213 | 26 | 647 | 72    | 37    | 40        | 88        | 45        | 36        | 87        | 41        | 25          | 34          | 74          | 28       | 72       | 100      | 7    | 3    | 18    | 16    | 5   |
| David John Pennisi     | 209 | 24 | 600 | 77    | 93    | 81        | 132       | 61        | 0         | 8         | 0         | 47          | 95          | 49          | 47       | 97       | 144      | 10   | 4    | 48    | 17    | 5   |
| Paolo Rotondo          | 195 | 26 | 504 | 85    | 63    | 73        | 126       | 58        | 1         | 2         | 50        | 46          | 70          | 66          | 26       | 71       | 97       | 5    | 10   | 43    | 15    | 2   |
| Davide Virgilio        | 180 | 23 | 673 | 38    | 89    | 43        | 88        | 49        | 12        | 37        | 32        | 58          | 72          | 81          | 5        | 52       | 57       | 0    | 5    | 61    | 43    | 73  |
| Giuseppe Anello        | 105 | 25 | 462 | 48    | 40    | 14        | 37        | 38        | 20        | 56        | 36        | 17          | 28          | 61          | 6        | 26       | 32       | 1    | 3    | 43    | 23    | 18  |
| Giancarlo Di Simone    | 17  | 19 | 92  | 19    | 4     | 6         | 16        | 38        | 1         | 5         | 20        | 2           | 2           | 100         | 4        | 17       | 21       | 2    | 1    | 2     | 6     | 1   |
| Cristian Mayer         | 2   | 2  | 23  | 4     | 1     | 1         | 3         | 33        | 0         | 2         | 0         | 0           | 0           | 0           | 0        | 2        | 2        | 1    | 0    | 2     | 1     | 1   |
| Salvatore Raneri       | 1   | 3  | 6   | 0     | 0     | 0         | 0         | 0         | 0         | 1         | 0         | 1           | 2           | 50          | 0        | 0        | 0        | 0    | 0    | 0     | 0     | 0   |
| Gabriele Moncada       | 0   | 2  | 8   | 1     | 1     | 0         | 0         | 0         | 0         | 0         | 0         | 0           | 0           | 0           | 0        | 1        | 1        | 0    | 0    | 0     | 0     | 0   |
| Bernardino De Gregorio | 0   | 2  | 9   | 0     | 0     | 0         | 0         | 0         | 0         | 0         | 0         | 0           | 0           | 0           | 0        | 0        | 0        | 0    | 0    | 0     | 0     | 0   |